# Vespella de Gaià
Vespella de Gaià est une commune de la province de Tarragone, en Catalogne, en Espagne, de la comarque de Tarragonès.

## Jumelage
- Bourg-Madame